# Breadwinners - Anatre fuori di testa
Breadwinners - Anatre fuori di testa (Breadwinners) è una serie animata statunitense creata da Gary Di Raffaele e Steve Borst trasmessa su Nickelodeon dal 17 febbraio 2014. In Italia è stata trasmessa dal 20 ottobre 2014 su Nickelodeon e in chiaro su Pop dal marzo 2018 fino alla chiusura del canale televisivo, avvenuta nel 2019.

## Trama
Due anatre, SwaySway e Buhdeuce, volano intorno al pianeta Pondgea in un furgone-razzo distribuendo pane per i loro clienti. SwaySway è alto, magro, verde, e il leader del duo mentre Buhdeuce è obeso e verde, e consegnano il pane alla cittadina. Ad un certo punto i breadwinners fuggono dalle creature gigantesche a forma di malvagi e famelici "mostri", che hanno tre occhi, le labbra e un sopracciglio lungo in aria.

## Personaggi

### Breadwinners
- SwaySway, è alto, magro e verde. È stupido e ottimista ma meno ingenuo del suo miglior amico, BuhDeuce. È lui che guida il Rocketvan.
- Buhdeuce, è basso e rotondo, anche lui è verde ed è il migliore amico di SwaySway e consegna pane. Buhdeuce è raffigurato come un distratto. Il suo super colpo è "Il colpo di Popò". Gestisce le ordinazioni delle consegne.
- Jelly È la rana domestica dei Breadwinners. È molto sveglia anche se sembra il contrario. Ama essere coccolata e riesce a rimedare ai suoi guai.

### Personaggi secondari
- Ketta, è una meccanica, amica di SwaySway. I Breadwinners si rivolgono a lei quando si rompe il Rocket Van. È molto amichevole, simpatica e un po' pazza. È un'anatra di colore bianco.
- T-Midi, è il cliente numero 1 dei Breadwinners. È il proprietario del Pan Fight Club e adora il pane. È un gufo con tanti brufoli ed è molto raffinato.
- Il grande Oonski, un castoro raffigurato come un enorme vichingo barbuto, ha una grande forza ed è molto furioso. È l’antagonista principale della serie.
- Il Panettiere,  vive nella miniera di pane. È l'unico umano visto nella serie, parla con accento spagnolo.
- Mr. Pumpers, il proprietario del ristorante di Stagnopoli. Vuole diventare ricco e pensa più ai soldi di qualsiasi altra cosa.
- Signora Furfle, si tratta di una lucciola anziana che abita nel regno delle nuvole. Spesso non pronuncia bene i nomi di Swaysway e Buhdeuce ed è innamorata di T-Midi.
- Lava mole
- Capitano Goosington
- Mr. Flutterby.
- Pizzawinners, sono delle gru rivali dei breadwinners e consegnano la pizza al posto del pane.
- Jenny Quackles
- Poliziotto Toads
- Rambamboo, il capo della polizia. È una rospa incredibilmente severa. Pensa che i Breadwinners siano dei combina guai.

## Doppiaggio
| Personaggio         | Doppiatore originale | Doppiatore italiano |
| ------------------- | -------------------- | ------------------- |
| Swaysway            | Robbie Daymond       | Renato Novara       |
| Buhdeuce            | Eric Bauza           | Davide Garbolino    |
| Jelly               | Alexander Polinsky   | Alexander Polinsky  |
| Ketta               | Kari Wahlgren        | Cinzia Massironi    |
| T-Midi              | S. Scott Bullock     | Luca Sandri         |
| Il Grande Oonski    | Nolan North          | Luca Giacomo        |
| Il Panettiere       | Fred Tatasciore      | Luca Sandri         |
| Rambamboo           | Audrey Wasilewski    | Cinzia Massironi    |
| Mr.Pumpers          | Michael-Leon Wooley  | ?                   |
| Mrs. Furfle         | Cree Summer          | ?                   |
| Lava Vulcano        | John Di Maggio       | ?                   |
| Capitano Washington | Nolan North          | ?                   |
| Mr. Flutterby       | Thom Adcox-Hernandez | ?                   |
| Zoona               | Tara Strong          | Jolanda Granato     |
| Roni                | Candi Milo           | Cinzia Massironi    |

## Episodi
| Stagione         | Episodi | Prima TV originale | Prima TV Italia |
| ---------------- | ------- | ------------------ | --------------- |
| Prima stagione   | 20      | 2014-2015          | 2014-2015       |
| Seconda stagione | 20      | 2015-2016          | 2015-2016       |